# Скеля (фільм, 1973)
«Скеля» («Ժայռը») — радянський художній фільм 1973 року, знятий режисерами Варданом Аджемяном і Аркадієм Айрапетяном на кіностудії «Вірменфільм».

## Сюжет
Фільм знято за п'єсою Ваграма Папазяна «Скеля». Дія розгортається на початку століття у маленькому вірменському селі, де стикаються інтереси сільського багатія Григора-аги та демократично налаштованого юриста Олександра, який став на захист безправних селян. І навіть любов до дочки Григора-Аги не може змусити Олександра відмовитись від своїх переконань. На нього чекає заслання.

## У ролях
- Гурген Джанібекян — Григор-ага
- Ованес Авакян — Саак-ага
- Майра Паронікян — Оромсім
- Олександр Хачатрян — Олександр
- Жанна Аветисян — Маргарит
- Мурад Костанян — Матвій Єгорович
- Верджалуйс Міріджанян — Сатенік
- Алла Туманян — Тереза
- Вахінак Маргуні — Багдасар-амі
- Геворг Асланян — Захар
- Ваче Багратуні — Маркар
- Артем Фодулян — Аршак
- Вреж Акопян — Сероб
- Сос Саркісян — Айрапет
- Аветік Джрагацпанян — Галуст
- Артемій Айрапетян — Маркос
- Арсен Багратуні — епізод
- Татул Ділакян — прикажчик
- Армен Хостікян — епізод
- Степан Аджапханян — епізод
- Размік Ароян — епізод
- Рудольф Гевондян — епізод

## Знімальна група
- Режисери — Вардан Аджемян, Аркадій Айрапетян
- Сценаристи — Вардан Аджемян, Сабір Різаєв
- Оператор — Сергій Ісраєлян
- Композитор — Олександр Аджемян
- Художники — Грачья Мекінян, Михайло Аракелян